# Barkasovo, Muncaci
Barkasovo (în ucraineană Баркасово) este un sat în comuna Serne din raionul Muncaci, regiunea Transcarpatia, Ucraina.

## Demografie
Componența lingvistică a localității Barkasovo
     Maghiară (86,58%)
     Ucraineană (12,52%)
     Alte limbi (0,74%)
Conform recensământului din 2001, majoritatea populației localității Barkasovo era vorbitoare de maghiară (86,58%), existând în minoritate și vorbitori de ucraineană (12,52%).